# Svarthögtjärnen
Svarthögtjärnen är en sjö i Östersunds kommun i Jämtland och ingår i Indalsälvens huvudavrinningsområde.